# BestMedia
BestMedia war ein 1996 gegründeter deutscher Speichermedienvertrieb aus Holdorf (Landkreis Vechta).
Die Produktpalette umfasst optische Datenträger (CD, DVD, Blu-ray), Speicherkarten, USB-Sticks, externe Festplatten und Zubehör, die unter der Marke Platinum vertrieben werden. Dabei werden die Produkte nicht von BestMedia hergestellt, sondern von Zulieferern zugekauft und im eigenen Werk mit der Marke versehen und konfektioniert.
Das Unternehmen gab im März 2014 Planungen bekannt, das Unternehmen im Herbst 2014 zu schließen. Als Grund wurden drohende hohe Urheberrechts- und Lizenzgebühren für Speichermedien und das damit verbundene hohe unternehmerische Risiko angeführt.